# Ferdinand Walsin Esterházy

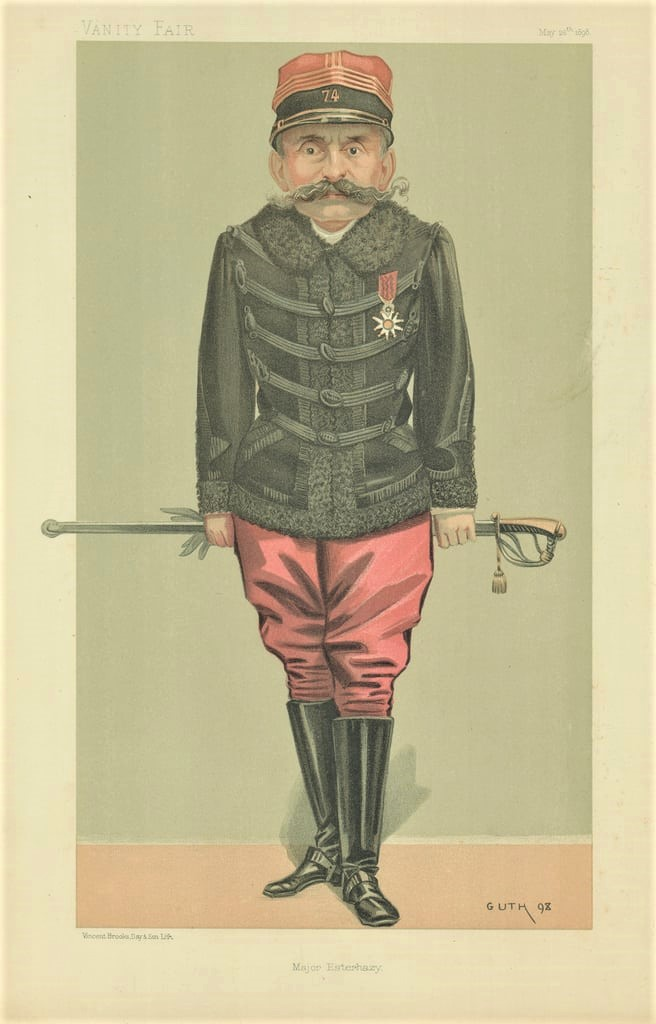
Marie Charles Ferdinand Walsin-Esterházy.

Marie Charles Ferdinand Walsin-Esterházy, född 16 december 1847 i Paris, död 21 maj 1923 i Harpenden, var en fransk militär och äventyrare.
Esterházy tillhörde en illegitim linje av den 1876 på manssidan utslocknade franska grenen av Esterházy-Hallewyll. Han blev 1876 anställd i franska generalstaben, där han 1892 utnämndes till major. Översten, senare krigsministern Georges Picquart uppdagade 1896 Esterházys ställning som tysk spion, och Alfred Dreyfus bror Mathieu Dreyfus angav 1897 honom för myndigheterna, men Esterházy frikändes av en hemlig militärdomstol efter två dagars rättegång 1898. Efter generalstabsöversten Hubert-Joseph Henrys bekännelse och självmord samma år flydde Esterházy till Storbritannien, där han sedan uppehöll sig under antaget namn. 1901 erkände han i ett brev till Joseph Reinach sitt författarskap till "bordereau".